# Жуве, Луи
Луи́ Жуве́ (фр. Jules Eugène Louis Jouvet, 24 декабря 1887, Крозон, Финистер — 16 августа 1951, Париж) — французский режиссёр, актёр театра и кино.

## Биография
Детство провел в Бретани. В 14 лет потерял отца, воспитывался у дяди-аптекаря в Арденнах. С 1904 года учился в Париже на фармацевта, но всё свободное время проводил в театрах. Трижды проваливался на экзаменах в Высшую консерваторию драматического искусства. В 1913 году вместе со своим другом Шарлем Дюлленом поступил в труппу театра Жака Копо «Старая голубятня» (фр. Le théâtre du Vieux-Colombier), работал в ней как режиссёр, декоратор, актёр (при этом он заикался, но мастерски скрывал свой изъян особым скандирующим произношением, которое позднее стало знаменитым).
В 1914—1917 годах Жуве — врач на фронтах Первой мировой войны. В 1922 году начал самостоятельно работать в театре на Елисейских полях. В 1923 году с успехом поставил пьесу Жюля Ромена «Кнок, или Торжество медицины». В 1927 году началось его многолетнее сотрудничество с писателем Жаном Жироду.
6 июля 1927 года вместе с Гастоном Бати, Шарлем Дюлленом и Жоржем Питоевым Жуве создал режиссёрский «Картель четырёх» (просуществовал до 1940), задачей которого было возвращение на сцену поэзии театрального представления и современных авторов. В 1930—1932 годах личным секретарём Жуве был Жан Ануй.
С 1935 года Луи Жуве руководил театром «Атеней» (ныне этот театр носит его имя); отказался от предложения возглавить «Комеди Франсез». В 1941 году из оккупированной Франции он отправился с труппой в Латинскую Америку и вернулся лишь в конце 1944 года.
В 1950 году Жуве был награждён орденом Почётного Легиона. В 1951 году он поставил драму Сартра «Дьявол и Господь Бог»; поддерживал искания Жана-Луи Барро и Жана Вилара.
Умер от множественного инфаркта на репетиции пьесы Грэма Грина «Власть и слава».

## Жуве и кино
Луи Жуве снялся в 32 фильмах, в том числе в фильмах Анри-Жоржа Клузо, Жана Ренуара, Марселя Карне, Марка Аллегре, Жюльена Дювивье.

### Фильмография
- 1933 — Кнок[фр.] / Knock — доктор Кнок
- 1935 — Героическая кермесса / La Kermesse héroïque, реж. Жак Фейдер — Капеллан
- 1936 — На дне / Les Bas-fonds, реж. Жан Ренуар — Барон
- 1937 — Бальная записная книжка / Un carnet de bal, реж. Жюльен Дювивье — Пьер Вердье по прозвищу «Жо»
- 1937 — Мадемуазель доктор[фр.] / Mademoiselle Docteur, реж. Г. В. Пабст — Симонис
- 1937 — Алиби / L’alibi, реж. Пьер Шеналь — комиссар Калас
- 1937 — Странная драма / Drôle de drame, реж. Марсель Карне — Арчибальд Сопер
- 1938 — Марсельеза / La Marseillaise, реж. Жан Ренуар — Редерер
- 1938 — Северный отель / Hôtel du Nord , реж. Марсель Карне — Эдмон, покровитель Раймонды
- 1938 — Мальтийский дом / La Maison du Maltais, реж. Пьер Шеналь
- 1939 — Конец дня / La Fin du jour, реж. Жюльен Дювивье — Сен-Клер
- 1947 — Набережная Орфевр / Quai des Orfèvres, реж. Анри-Жорж Клузо — Антуан, заместитель инспектора
- 1950 — Микетта и её мать[фр.] / Miquette et sa mère, реж. Анри-Жорж Клузо — мсьё Моншабон, директор театра
- 1951 — Кнок / Knock, реж. Ги Лёфранк[фр.] — доктор Кнок
- 1951 — История любви[фр.] / Une histoire d’amour, реж. Ги Лёфранк[фр.] — инспектор Эрнест Плонш

## Литературные сочинения
- Réflexions du comédien. — Paris: Librairie théâtrale, 1941 (многократно переиздавалась)
- Témoignages sur le théâtre. — Paris : Flammarion, 1952.
- Le comʹedien désincarné. — Paris : Flammarion, 1954.